# Rut Speer
Rut Speer, geborene Rut Käfer; ab 1985 Rut Gräfin von Wuthenau (* 24. Februar 1936 in Harburg-Wilhelmsburg; † 22. September 2019) war eine deutsche Journalistin und Fernsehmoderatorin.

## Leben
Nach bestandenem Abitur studierte Rut Speer Psychologie und Philosophie an der Universität Hamburg. Während ihres Studiums begann sie erste journalistische Arbeiten; so schrieb sie Fernsehkritiken für eine Jugendzeitschrift und bearbeitete Features für das Jugendprogramm von Radio Bremen.
Ende 1960 wurde Speer Redaktions- und Produktionsassistentin im neu gegründeten Fernsehsender Freies Fernsehen Gesellschaft (FFG) und sollte ein Kulturmagazin vorbereiten, doch der Sender wurde bereits vor Beginn des Sendebetriebs 1961 wieder liquidiert. Von 1961 bis 1963 war sie für den Hessischen Rundfunk in Frankfurt am Main tätig. Im ersten Jahr als freie Mitarbeiterin war sie Reporterin der Hessenschau und dort zuständig für die Kulturberichterstattung. Im zweiten Jahr war sie festangestellte Redakteurin der Hessenschau.
1963 wechselte sie zum neugegründeten Zweiten Deutschen Fernsehen und war dort zunächst Reporterin der Sendungen Querschnitt und Aus den Ländern. Das ZDF-Ratgeber- und Boulevardmagazin Die Drehscheibe hob sie 1964 mit aus der Taufe und gab dieser Sendung auch den Namen. Bis 1975 war Speer dort Redakteurin und Moderatorin. 1975 wechselte sie in die Hauptredaktion Aktuelles und war bis Ende 1977 Redakteurin und Reporterin der heute-Sendung. Anfang des Jahres 1978 ging sie als Redakteurin zum neugegründeten heute-journal. Im Oktober 1978 wurde sie Redakteurin im Studio in der Hauptausgabe der ZDF-Nachrichtensendung heute. Sie war neben ihrer ehemaligen drehscheibe-Kollegin Ulrike von Möllendorff die zweite Frau, die die 19-Uhr-Ausgabe moderierte.
1987 verabschiedete sich Rut Speer von der Arbeit vor der Kamera, nachdem bereits zwei Jahre vorher eine Diskussion über die damals 49-Jährige entbrannt war, „ob sie nicht zu alt für den Bildschirm wäre“. Sie wechselte in die Abteilung Innenpolitik und war dort als Redakteurin und Reporterin tätig. Sie berichtete unter anderem von Parteitagen und drehte Reportagen, erstellte Porträts für die ZDF-Reihe Ganz persönlich und gestaltete und moderierte für 3sat das Magazin Bilder aus Deutschland. Ende 1997 verabschiedete sich Rut Speer nach fast 35 Jahren beim ZDF in den Ruhestand.

## Privates
Speer war in erster Ehe mit Gerd Winkler und in zweiter Ehe mit Albert Speer junior verheiratet. Am 4. März 1985 heiratete sie Maximillian Graf von Wuthenau (1927–2011) aus Hohenthurm. Sie lebte in Frankfurt am Main.
Sie starb am 22. September 2019.